# Wald bei Grammentin
Wald bei Grammentin este o arie protejată (arie de protecție specială avifaunistică — SPA) din Germania întinsă pe o suprafață de 717 ha, integral pe uscat.

## Localizare
Centrul sitului Wald bei Grammentin este situat la coordonatele 53°45′20″N 12°55′43″E / 53.7556°N 12.9286°E.

## Înființare
Situl Wald bei Grammentin a fost declarat arie de protecție specială avifaunistică în aprilie 2008 pentru a proteja 20 de specii de animale.

## Biodiversitate
Situată în ecoregiunea continentală, aria protejată nu include niciun habitat protejat.
La baza desemnării sitului se află mai multe specii protejate de  păsări (20): pescăruș albastru (Alcedo atthis), acvilă țipătoare mică (Aquila pomarina), barză albă (Ciconia ciconia ciconia), barză neagră (Ciconia nigra), erete de stuf (Circus aeruginosus), ciocănitoare pestriță mare (Dendrocopos major), ciocănitoarea de stejar (Dendrocopos medius), ciocănitoare pestriță mică (Dendrocopos minor), ciocănitoare neagră (Dryocopus martius), muscar (Ficedula parva), Grus grus grus, codalb (Haliaeetus albicilla), sfrâncioc roșiatic (Lanius collurio), gaia neagră (Milvus migrans), gaia roșie (Milvus milvus), muscar sur (Muscicapa striata), viespar (Pernis apivorus), codroșul de pădure (Phoenicurus phoenicurus), sitar de pădure (Scolopax rusticola), turturică (Streptopelia turtur).
Pe lângă speciile protejate, pe teritoriul sitului au mai fost identificate 8 specii de păsări.